# エスコライト
エスコライト（英: Eskolaite）またはエスコラ石（エスコラいし）は、クロム酸化鉱物（酸化クロム(III)）である。

## 発見と発生
フィンランド東部のオウトクンプの鉱床で発見され、1958年に記載された。透閃石のスカルン、フィンランドの鉱脈中の変成岩である珪岩や緑泥石、アイルランドの氷河の氷成粘土、ガイアナのメルメ川の小石の中等に生じる。また、コンドライトの中の希少な構成成分としても知られている。
フィンランド人の地質学者であるペンティ・エーリス・エスコラの名前に因んで名づけられた。

## 構造と物理的特徴

室温でのモル体積-圧力曲線

エスコライトは、空間群R3cの三方対称性をもって結晶化する。格子定数は、標準状態で、a = 4.95 Å、c = 13.58 Åである。単位胞は、6つの式単位を含む。格子は、コランダムのAl3+がCr3+に置き換わったものである。